# Lamlash
Lamlash, schottisch-gälisch: An t-Eilean Àrd, ist die größte Ortschaft auf der schottischen Insel Arran in der Unitary Authority North Ayrshire. Sie schmiegt sich an die Lamlash Bay, einer Nebenbucht des Firth of Clyde, an der Ostseite von Arran. Brodick, der Hauptort der Insel und Fährhafen, liegt rund sechs Kilometer in nördlicher Richtung. Die Ortschaft zieht sich entlang der A841, der Hauptstraße von Arran.

## Geschichte
Der Hafen von Lamlash liegt durch das gegenüberliegende Holy Island (Holy Isle) geschützt. In der Vergangenheit legten dort Dampfschiffe nach Brodick, Ardrossan, Rothesay und Greenock an. Heute ist Lamlash als Ferienort von Bedeutung. In der zweiten Hälfte des 20. Jahrhunderts verdoppelte sich die Einwohnerzahl von Lamlash annähernd. So wurden 528 Personen im Jahre 1961 gezählt, während es 2001 bereits 1010 waren. Bei Zensuserhebung 2011 lebten 957 Personen in Lamlash.

## Sehenswürdigkeiten
In Lamlash befinden sich derzeit zwei Bauwerke der höchsten schottischen Denkmalkategorie A. Die neogotische Lamlash and Kilbride Parish Church wurde 1886 auf Geheiß von William Douglas-Hamilton, 12. Duke of Hamilton errichtet. Sie befindet sich in Ufernähe im Zentrum der Ortschaft. Weiter nördlich liegt die Gebäudezeile 1–27 Hamilton Terrace, die im späten 19. Jahrhundert nach einem Entwurf des schottischen Architekten John James Burnet entstand.